# Limonia arthritica
Limonia arthritica är en tvåvingeart som beskrevs av Alexander 1936. Limonia arthritica ingår i släktet Limonia och familjen småharkrankar. Inga underarter finns listade i Catalogue of Life.